# Vicentien de Rouffiac
Saint Vicentien de Rouffiac ou selon la langue populaire Saint Viance (623-?), est un saint ermite dans le Limousin au VIIe siècle. Fête le 2 janvier. 

## Sa vie
Élevé à la cour des ducs d'Aquitaine, il choisit une vie d'ermite et se retira dans une forêt à Rouffiac jusqu'à sa mort qu'on situe tantôt en 672-674, tantôt en 730.
L'évêque de Limoges ordonna le transport de son corps au lieu appelé aujourd'hui Saint-Viance, en Corrèze. Là, le prêtre Savinien, ami de Vicentien, fait élever une église en son honneur. Un ange lui apparaît alors et lui ordonne d'aller chercher le corps de Viance pour l'ensevelir dans son église. En route, le cortège funèbre, tiré par des bœufs, est attaqué par un ours qui tue l'un des animaux. Un miracle se produit alors, l'ours prend lui-même la place du bœuf dans l'attelage.